# Castilleja applegatei
Castilleja applegatei är en snyltrotsväxtart som beskrevs av Merritt Lyndon Fernald. Castilleja applegatei ingår i släktet målarborstar, och familjen snyltrotsväxter.

## Underarter
Arten delas in i följande underarter:
- C. a. applegatei
- C. a. disticha
- C. a. martinii
- C. a. pallida
- C. a. pinetorum

## Bildgalleri

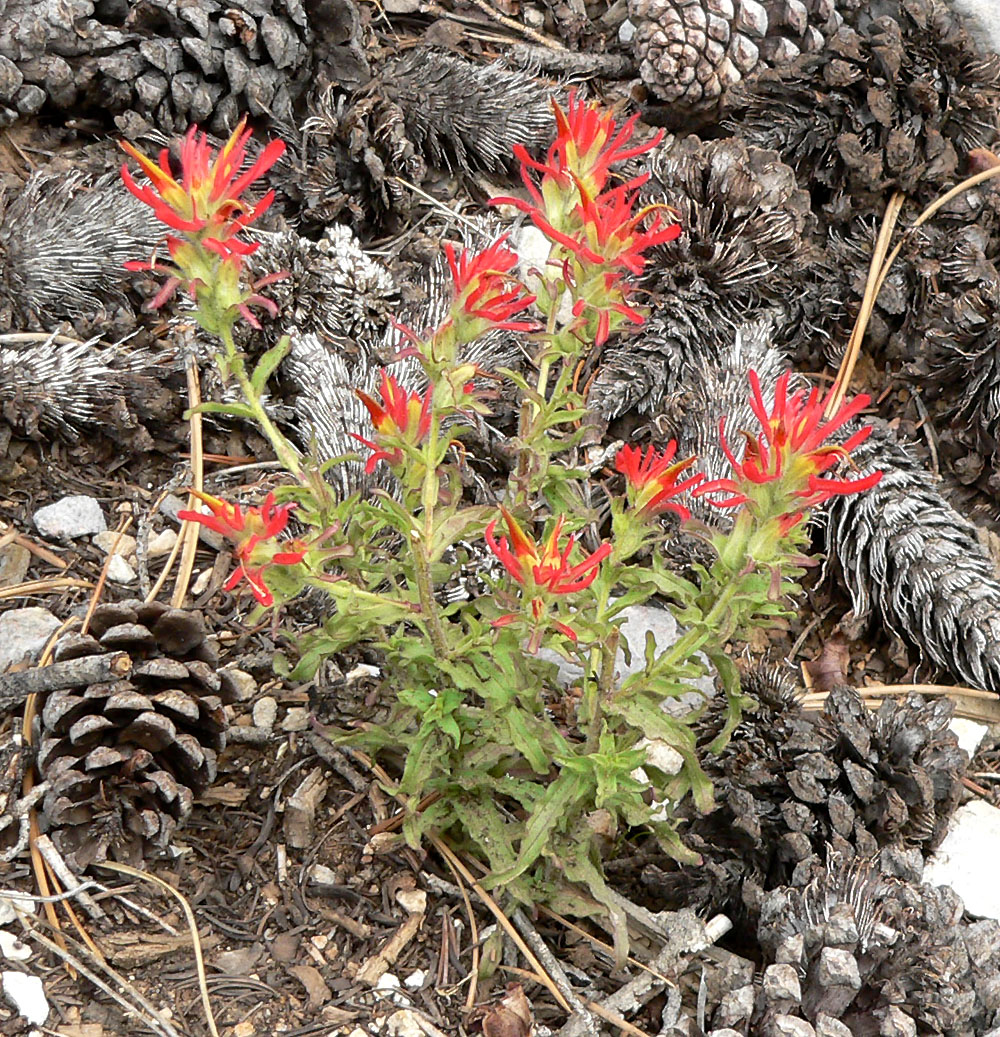
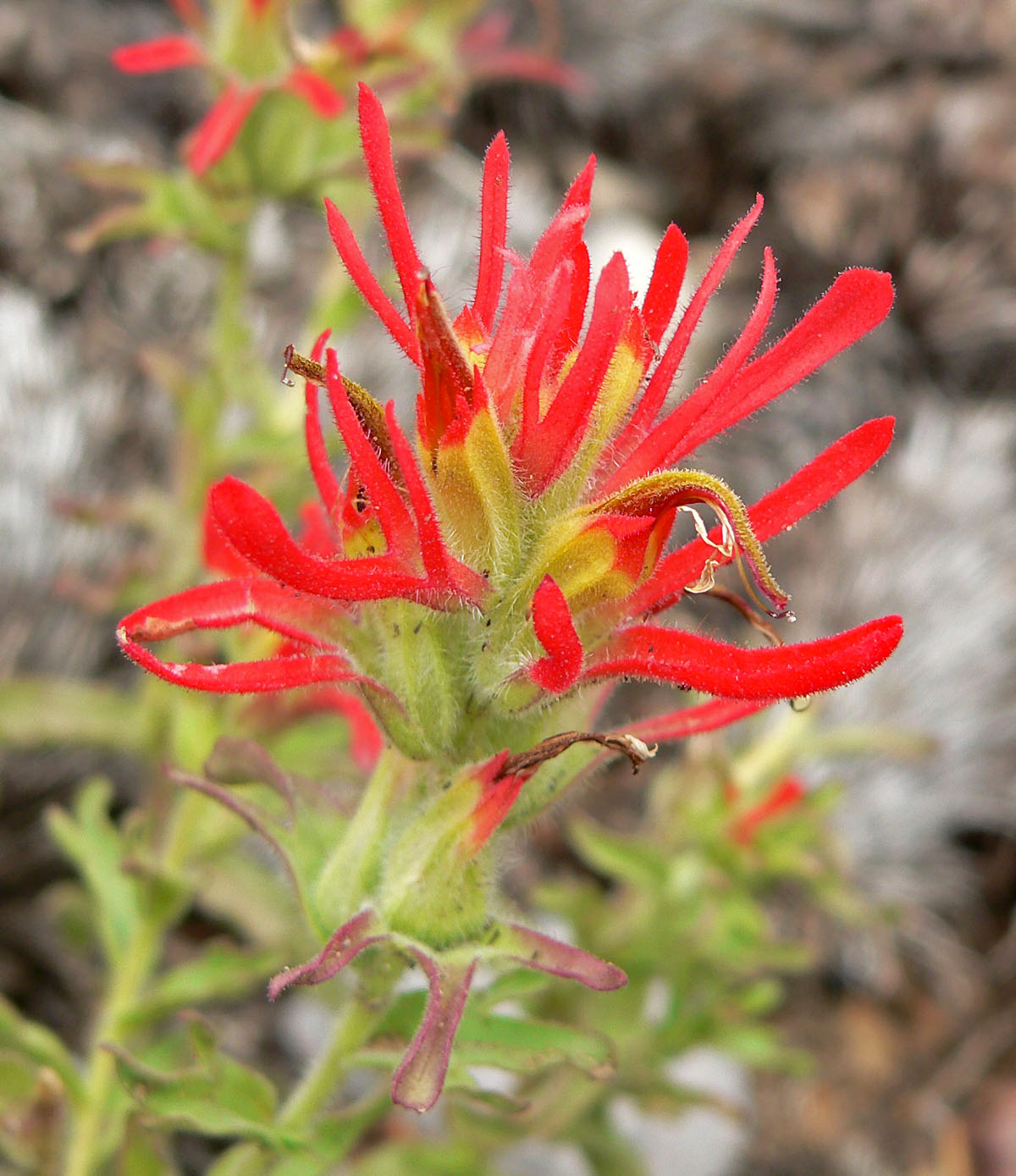
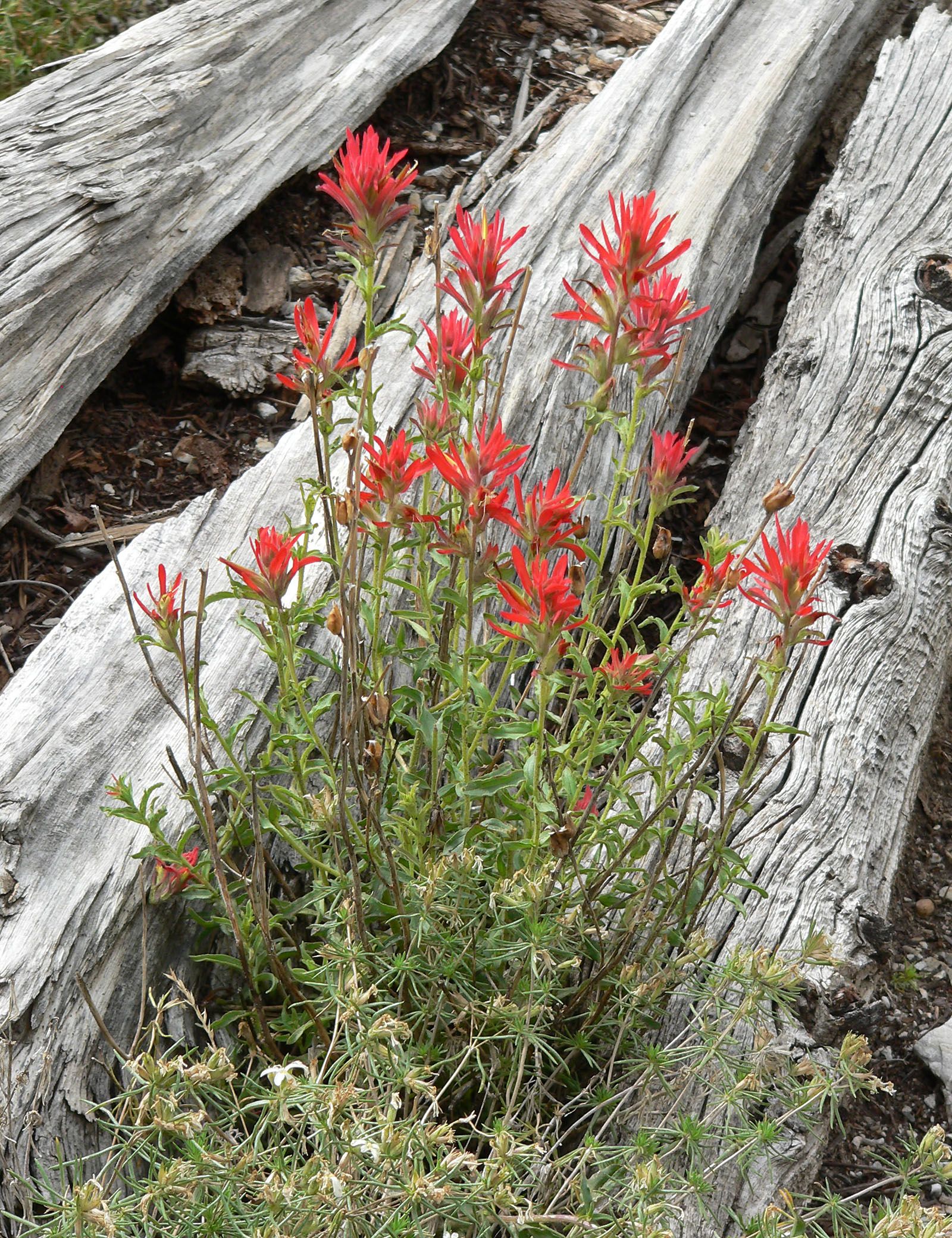
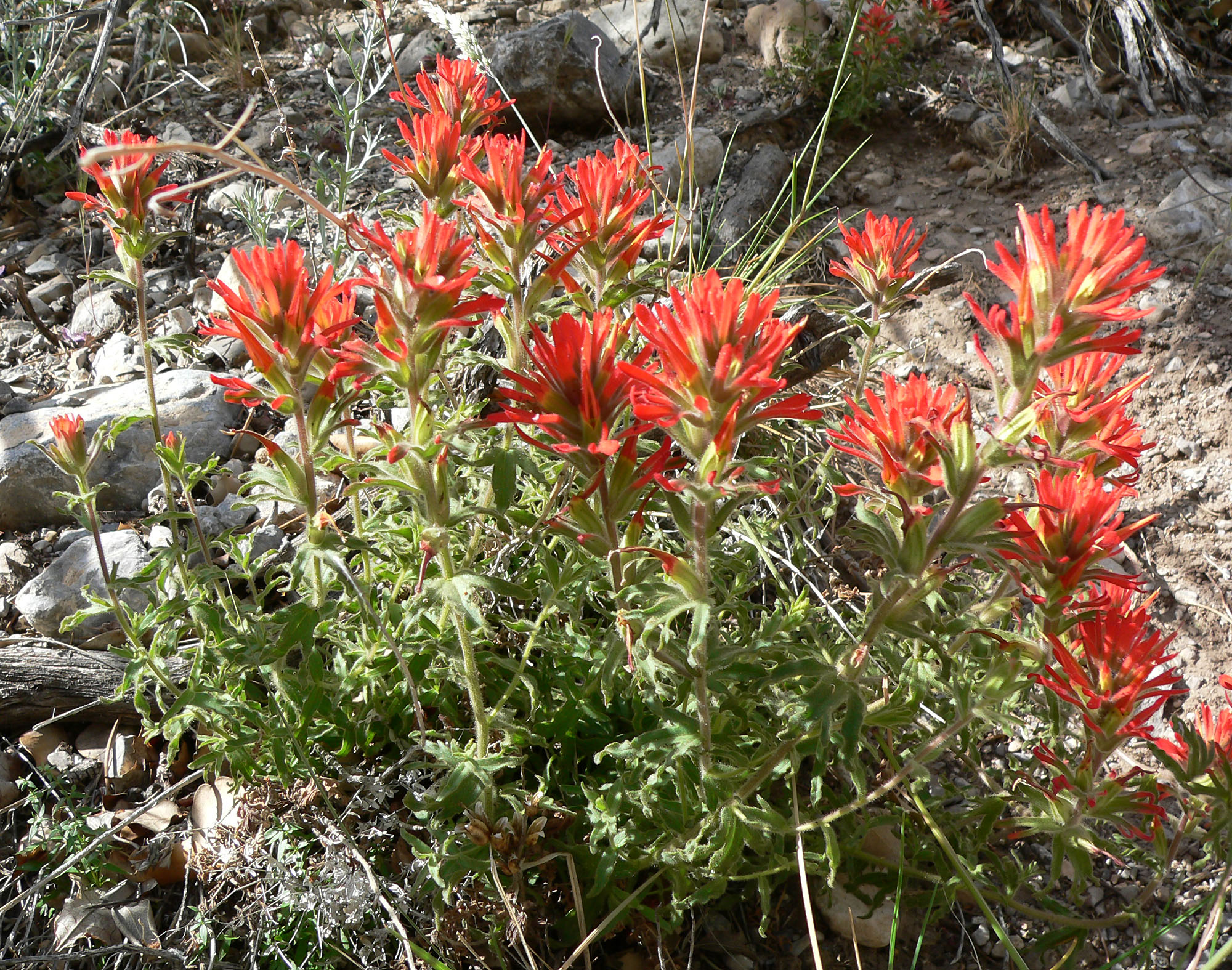
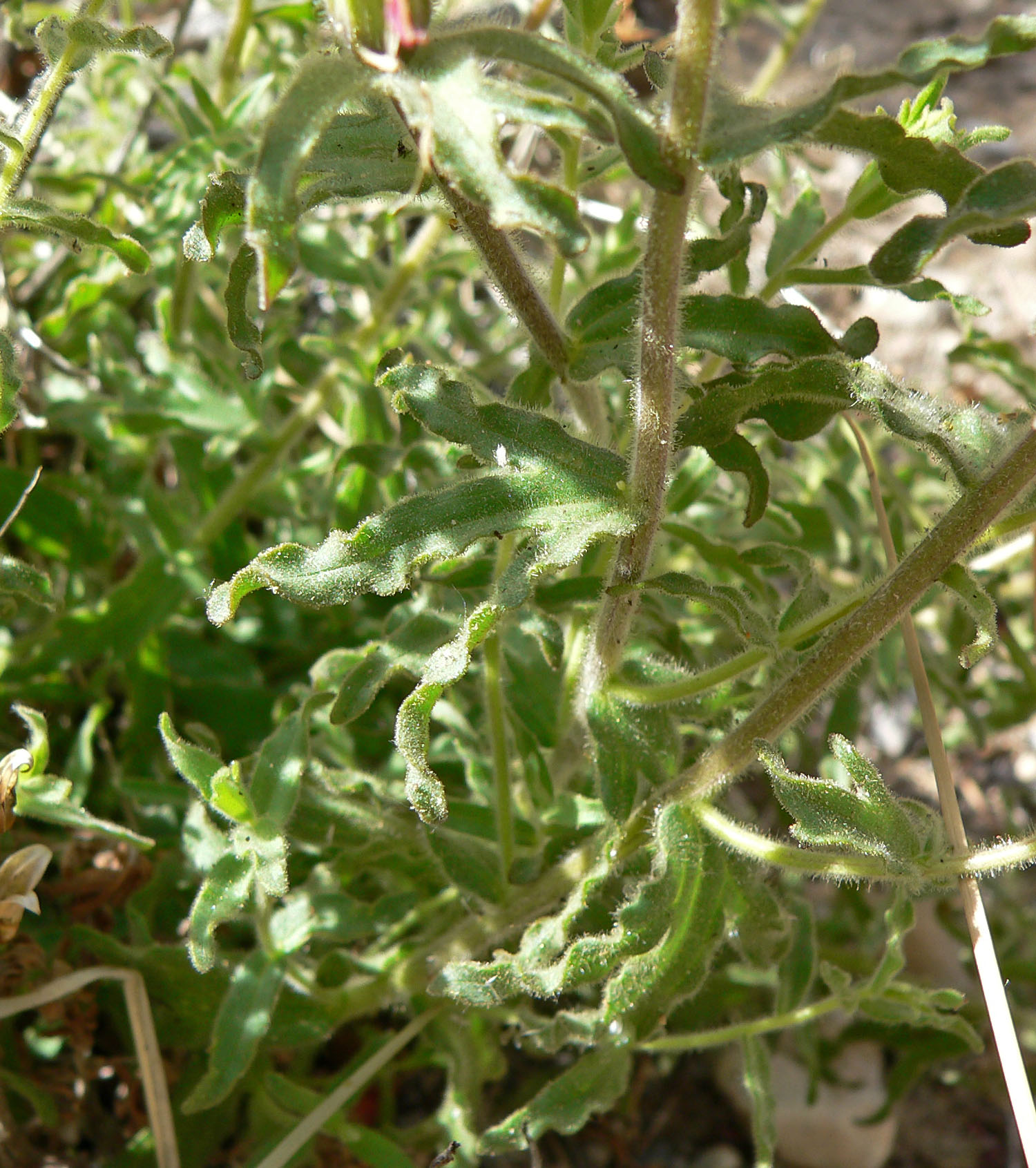
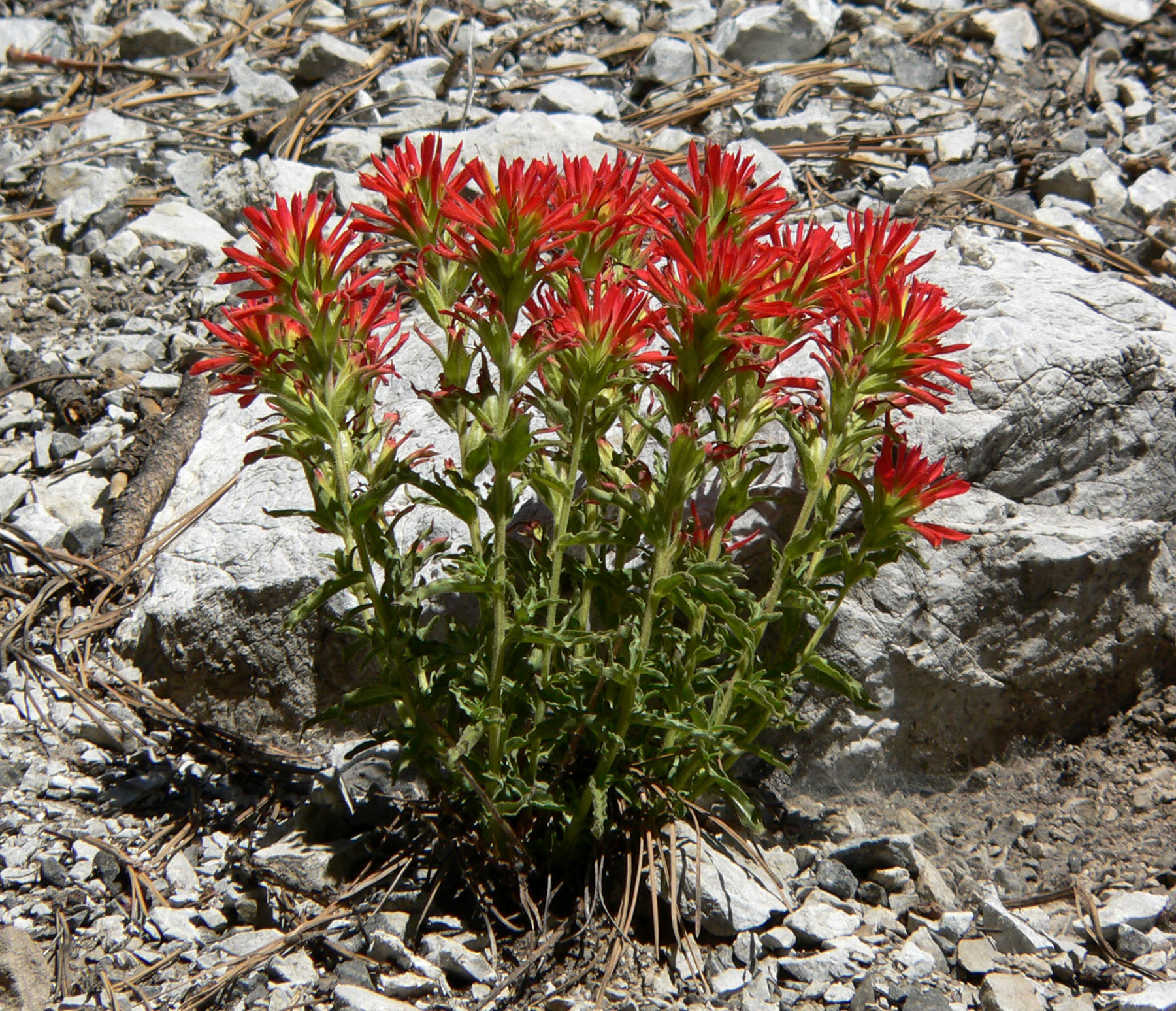